# P/2013 EW90 (Tenagra)
P/2013 EW90 (Tenagra) — одна з короткоперіодичних комет сім'ї Юпітера. Ця комета була відкрита 3 березня 2013 року; вона мала 19.0m на час відкриття.